# Montespluga
Montespluga is een bergdorp in de Noord-Italiaanse provincie Sondrio (Lombardije) en behoort tot de gemeente Madesimo.
Het dorp ligt op een hoogte van 1908 meter aan het stuwmeer Lago di Montespluga waarin het smeltwater van de gletsjers van de Pizzo Tambò en Cime di Val Loga wordt opgevangen. De afstand tot de Splügenpas die de grens vormt met het Zwitserse kanton Graubünden bedraagt slechts 3 kilometer. Ondanks de grote hoogte is Montespluga het gehele jaar bereikbaar. Gedurende de winter is de weg vanuit Chiavenna vaak echter glad en is het gebruik van sneeuwkettingen of winterbanden verplicht. 
Montespluga heeft haar oorspronkelijke karakter goed weten te behouden. In de jaren tachtig is er een poging ondernomen om het toerisme verder te ontwikkelen door de aanleg van twee skiliften. Dit was echter geen groot succes. De belangrijkste redenen waren de slechte bereikbaarheid en de nabijheid van de goed uitgeruste wintersportplaatsen Madesimo en Campodolcino. 

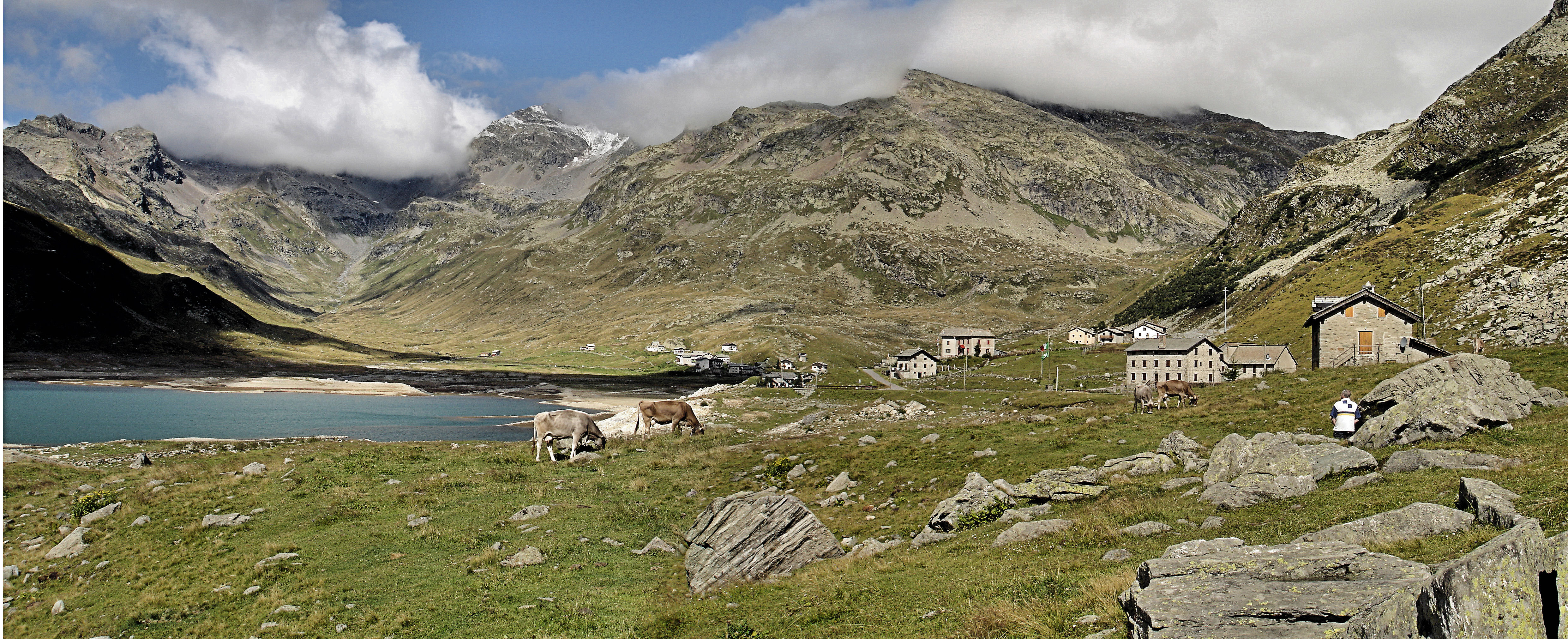
Dorpje en meer in de zomer